# Tommaso Martini (senatore)
Tommaso Martini (Oria, 2 settembre 1822 – Napoli, 24 aprile 1893) è stato un politico italiano.
Fu senatore del Regno d'Italia nella XVIII legislatura.